# 墨西哥面具民俗

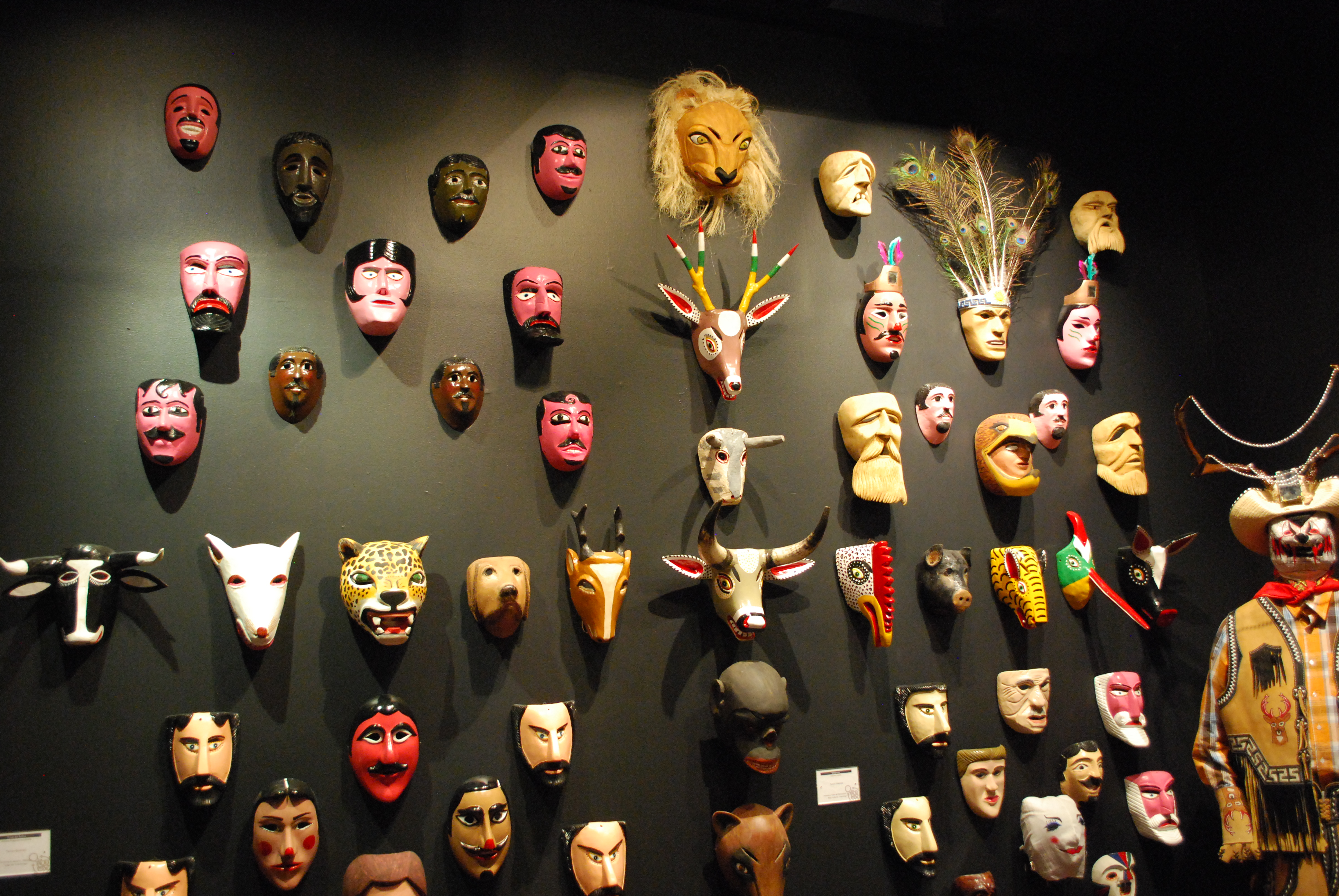
墨西哥城流行艺术博物馆展出的墨西哥面具

墨西哥面具民俗（英文：Mexican mask-folk art），指的是存在于墨西哥地区的一种传统面具文化，包括用于舞蹈和庆典的各式各样面具的制作和使用。墨西哥的面具制作历史延续了上千年。当西班牙殖民者抵达墨西哥后，面具就成为了墨西哥各种仪式中不可或缺的物品，其发展也几近成熟。虽然后期殖民当局扼杀当地民俗的企图以失败告终，但是在殖民早期，殖民当局的传教士利用当地的舞蹈和面具民俗来传播天主教。墨西哥独立后，面具和舞蹈开始呈现趋同的态势，传统面具文化中也诞生了许多新的面具形式，这些新的面具形式描绘着墨西哥的历史，也表现出一些新兴的流行文化，如墨西哥摔角。墨西哥传统面具大多都是木头做的，也有用皮革、蜡、纸板、纸浆和其它材料做的。常见的面具图案包括欧洲人物肖像（西班牙人、法国人、庄园主人等），墨西哥黑人，老妇人、老夫人、野兽和超自然现象（特别是魔鬼）。